# 테오도로 공국
테오도로 공국(The Principality of Theodoro, 그리스어: Θεοδόρο)은 1475년에 오스만 제국에게 멸망한 고티아(Γοτθία)라고도 알려진 크림반도 남서부에 위치했던 작은 공국이며, 비잔티움 제국의 마지막 잔존국이자 크림 고트족의 흔적이다. 수도는 가끔식 테오도로라고도 불렸던 도로스이며, 지금은 만구프으로 알려져있다. 테오도로 공국은 트라페주스 제국과 동맹관계에 있었다.
이 공국을 통치한 왕조는, 메가스 콤네노스 황조와 혼인 동맹 관계였던 그리스어로 '가브라스', 혹은 튀르키예어로 '초라'라고 하는 가문이었다. 14세기 후반, 왕조의 한 분파가 모스코바로 이주하였고 모스코바에 시모노프 수도원을 설립하였다. 그들은 '호브린'이라 불렸는데, 그들은 모스크바 대공국의 재무관의 자리를 맡아 대를 이어왔다. 16세기에 이르러, 그들은 자신들의 성을 '골로빈'으로 바꾸었다.(표도르 골로빈과 아브토놈 골로빈이 골로빈 가문에 속한다.)
1475년 5월, 오스만 제국의 사령관 게딕 아멧 파샤는 페오도시야를 정복했고, 1475년 말에 포위 공격 끝에 만굽을 함락시켰다. 이후 크림반도의 나머지 지역은 오스만 제국의 속국이 된 크림 한국의 일부가 되었고 정복된 테오도로 공국의 옛 땅과 남부 크림반도는 오스만 제국의 영토가 되었다.

## 테오도로의 군주들
- 테오도로스 1세 가브라스
- 테오도로스 2세 가브라스 (1204년 ~ ?)
- 데메트리오스 가브라스 (1362년 ~ 1368년)
- 바실레이오스 가브라스
- 스테파노스 가브라스 (바실레이오스의 아들, ? ~ 1402년)
- 알렉시오스 1세 가브라스 (스테파노스의 아들, 1402년 ~ 1434년)
- 알렉시오스 2세 가브라스 (알렉시오스 1세의 아들, 1434년 ~ 1444년)
- 요한네스 가브라스 (올루베이, 알렉시오스 1세의 아들, 1444년 ~ 1460년)
- 이사키오스 가브라스 (알렉시오스 1세의 아들, 1471년 ~1474년)
- 알렉산드로스 가브라스 (이사키오스의 아들, (1475년 6월 ~ 1475년 11월)

## 같이 보기
- 모레아 전제공국
- 콘스탄티노폴리스의 함락

## 참고 문헌
- А. В. Васильев, М. Н. Автушенко «Загадка княжества Феодоро» Севастополь, 2006
- Т. М. Фадеева, А. К. Шапошников «Княжество Феодоро и его князья» Симферополь, 2005